# Lung Boonmee raluek chat
Lung Boonmee raluek chat (bra: Tio Boonmee, Que Pode Recordar Suas Vidas Passadas) é um filme franco-britano-hispano-germano-neerlando-tailandês de 2010, do gênero comédia dramático-fantástica, dirigido por Apichatpong Weerasethakul.
Em 2010, foi premiado com a Palma de Ouro no Festival de Cannes.

## Sinopse
Dirigido por Apichatpong Weerasethakul, conta a história de um homem que sofre de insuficiência renal e decide colocar fim aos seus dias em uma fazenda, na companhia de seus familiares e amigos. Os espíritos de sua esposa e de seus filhos desaparecem quando ele passa por uma experiência edificante.
Ele decide se encontrar em uma gruta, o primeiro local de nascimento de sua primeira vida passada, com pessoas de sua convivência.

## Elenco
- Thanapat Saisaymar como Uncle Boonmee
- Jenjira Pongpas como Jen
- Sakda Kaewbuadee como Tong
- Natthakarn Aphaiwonk como Huav, esposa de Boonmee
- Geerasak Kulhong como Boonsong, filho de Boonmee
- Kanokporn Thongaram como Roong, amigo de Jen
- Samud Kugasang como Jaai, chefe de trabalho de Boonmee
- Wallapa Mongkolprasert como a princesa
- Sumit Suebsee como soldado
- Vien Pimdee como o fazendeiro

## Recepção crítica
Ao ser apresentado no Festival de Cannes 2010, o filme de Apichatpong Weerasethakul recebeu críticas muito elogiosas da maior parte da imprensa. No jornal Le Monde, Isabelle Regnier o classificou de "absolutamente maravilhoso" e que merecidamente deveria receber a Palma de Ouro. Louis Guichard do Télérama relata o "momento único da competição" (o filme inspirou a redação da própria edição do semanário).
A revista americana Variety fala de um objeto concreto "maravilhosamente estupendo".
O Libération reconhece a obra como '"delirante e magistral".
O Telegraph o classificou como um filme cinco estrelas (o máximo), bem como os sítios culturais como Fluctuat e Excessif (que lhe deu sua própria Palma). O Berliner Zeitung descreve o filme como um dos momentos mais extraordinários que um festival já ofereceu.
O sítio Les Inrockuptible declara que trata-se do filme "mais audacioso e surpreendente do festival". O Paris Match afirma que Uncle Boonmee é o "mais belo poema cinematográfico da competição", constatação parecida com a da revista inglesa Screen que o qualifica como um filme puramente "maravilhoso".
As inovações formais e as narrativas do filme são louvadas pelos críticos, que insistem sobre a sua capacidade de fazer o espectador mergulhar na história. O adjetivo "mágico" também é onipresente. Louis Guichard do Télérama menciona uma obra de um "poeta e visionário", um assombro "doce", "sensual" e "malicioso" formado por imagens mentais e oníricas, cujos efeitos resgatam o brilho cinematográfico de Jean Cocteau.
As palavras escolhidas por Jean-Marc Lalanne de Inrockuptibles são sensivelmente parecidas. Ele vê o filme caracterizado pela "doçura" e "bondade" e que sua narrativa pode levar ao ápice e aos delírios mais extremos. Ele ainda acrescenta que o cinema de Weerasetakul conta o que o "cinema contemporâneo pode propor de mais intenso".
O Paris Match fala de uma "audácia visual e narrativa insana" que permite atingir um estado de graça e serenidade.
O jornal inglês The Guardian julga a atmosfera do filme como formada por esquetes "estranhas, engraçadas, espirituais e inconstantes".
Danièle Heymann, do semanário Marianne, evoca um filme "totalmente envolvente" e que o filme ganhou a simplicidade de Apichatpong Weerasethakul. A representação familiar dos espíritos mostra o talento do seu autor ao tornar natural o que é estranho ou desconhecido.
A crítica do Time Out reconhece as grandes qualidades plásticas do filme, mas se recusa a crer que elas identificam o filme, pois os personagens são imprevisíveis.
Os críticos do Figaro chamam o filme de "lamentável", "interminável" e "cheio de visões desinteressantes".